# Poienile de sub Munte
Poienile de sub Munte

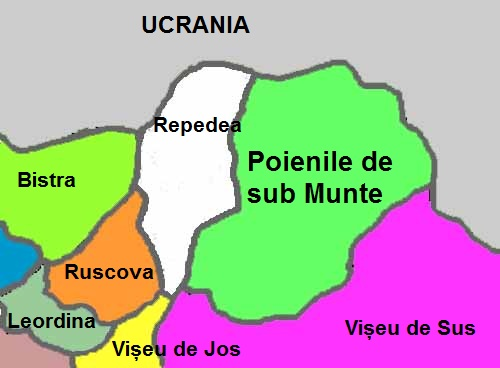
.

es una Comuna Municipal situada al norte de Rumanía muy cerca de la frontera con Ucrania, en la provincia (judeţ) de
Maramureş, en el valle de Ruscova. El lugar donde se halla es verdaderamente un paraíso de la naturaleza.
Su principal seña de identidad, es, sin lugar a dudas, la composición de su población. Poienile, junto con sus
localidades vecinas de Repedea y Ruscova, forman un pequeño territorio de etnia y lengua ucraniana. Su
aislamiento de muchos siglos ha formado a unas gentes singulares con tradiciones y costumbres diferentes
del resto de Maramures. La naturaleza, con los Montes de Maramures, los bosques, lor ríos y una vegetación
exuberante y un aire limpio hace que este lugar pueda ser uno de los más bellos y desconocidos de Europa.

## Situación,Geografía y Naturaleza

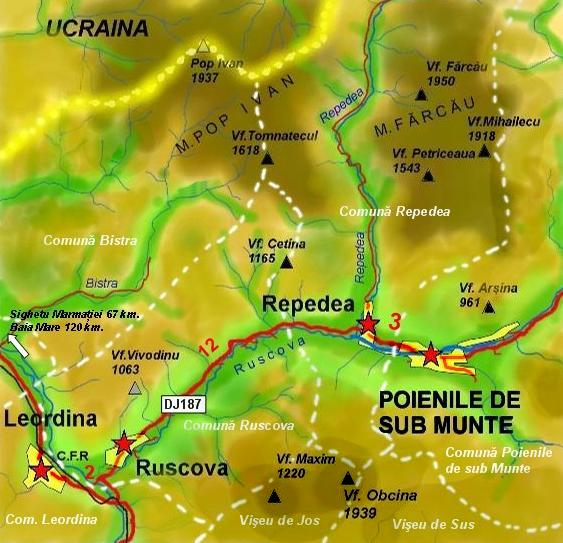
Mapa detallado de Poienile de Sub Munte y sus cercanías.

El pueblo está situado en la parte oriental del departamento de Maramures, a una
distancia de 132 km de la  capital provincial, Baia Mare a 72 km de distancia de la
ciudad de Sighetul Marmatiei y a 32 de la locaslidad de Viseu de Sus. El pueblo se
halla en las cercanías de la frontera ucraniana, en los márgenes del río Ruscova,
que atraviesa todo el territorio municipal y está rodeado por las cumbres de los
Montes de Maramures, como el Pico Obcina, con 1939 m s. n. m., el Farcau con 
1950 o el Pico Pop Ivan, con 1937 metros de altitud. Poienile también se halla
dentro de los límites del parque natural de los Montes de Maramures, donde se
encuentran muchas variedades de especies animales como el ciervo, el oso,
el lobo, la cabra, el lince, el jabalí, zorro, el gato montés o especies de aves como el estornino, el mirlo, el gallo de monte o el águila montañesa, el búho y la lechuza.
Coordenadas: 47°82′ N 24°43′E
Superficie: 293,36 km²
Superficie urbana: 279 ha
Población: 10.253 habitantes
Propietarios: 3.800

## Toponimia
El nombre de Poienile de sub Munte significa en rumano "Los llanos bajo el Monte", aunque los lugareños, para abreviar, le llaman simplemente "Poienii", Debido a los avatares históricos y a la gran mezcla de etnias que en Poienile se han dado, la localidad también tiene nombre propio en las siguientes lenguas:
Hutsul-Ucraniano: Русь-Поляни(Rus'-Polyani) o Поляни (Polyani)
Alemán: Reussenau / Reußenau
Húngaro: Havasmező
Yiddish: פאליען-ריסקווה  (Polien Riskeve) 

## Demografía y Religión[3]
| ETNIA      | Número | Porcentaje % |
| ---------- | ------ | ------------ |
| Rumanos    | 256    | 2,55         |
| Húngaros   | 61     | 0,61         |
| Alemanes   | 8      | 0,08         |
| Ucranianos | 9.696  | 96,64        |
| Rusos      | 2      | 0,02         |
| Tártaros   | 1      | 0,01         |
| Serbios    | 1      | 0,01         |
| TOTAL      | 10.025 | 100%         |

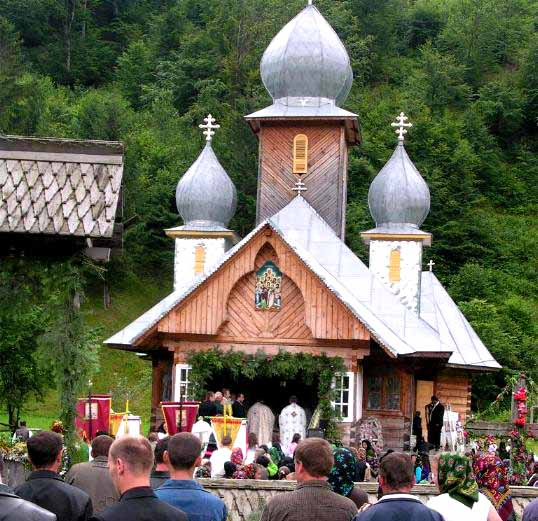
La nueva Iglesia Ucraniana.

Como se puede ver, prácticamente casi toda la población es de etnia ucraniana, lo que significa que el ucraniano, en su variedad rutena y dialecto Huţul, es la lengua mayoritariamente hablada, aunque el rumano es la única lengua oficial. 
En cuanto a la religión, alrededor del 80% de la población es Ortodoxa de rito ucraniano, seguidos por los pentecostales (13%) y
por los Adventistas (3%).
En los últimos años, sobre todo entre los años 1995-2000, la población se redujo considerablemente debido al éxodo migratorio, sobre todo entre la población joven, a países como España, Bélgica, Italia y Alemania. Desde el año 2010 la situación se ha revertido y muchos han vuelto de nuevo  a sus casas.

## Historia

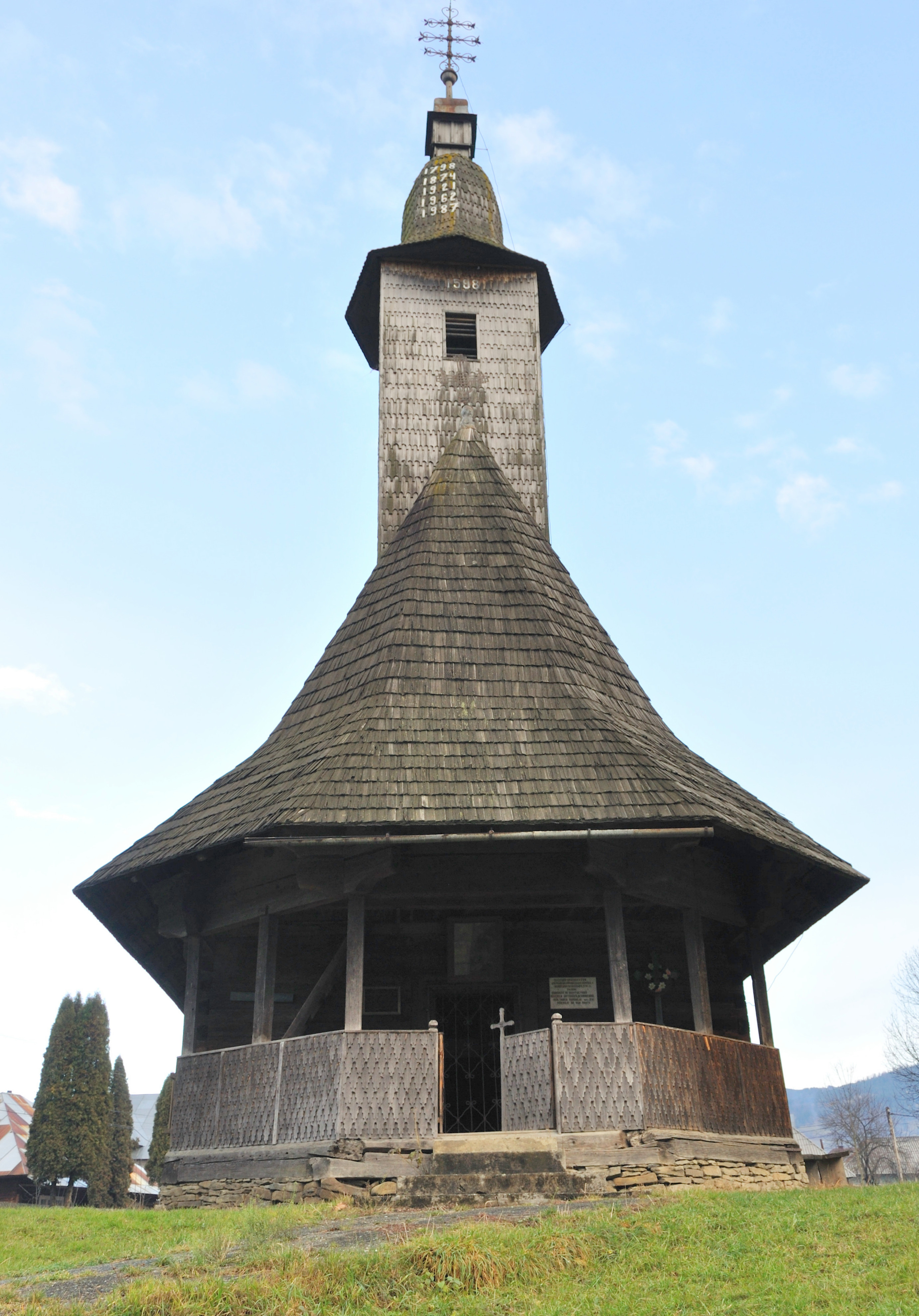
La antigua Iglesia Ucraniana de madera, un bello ejemplo de la arquitectura tradicional de la provincia de Maramureş.

Los primeros asentamientos humanos en Maramures datan del
período neolítico, y ya en la Edad del Bronce la región estaba
intensamente habitada. Durante siglos, desde 1400 hasta 
1920, la región  permanecerá sin grandes cambios.
El primer documento hallado en el cual se nombra a Poienile 
data del año 1353. Se cree que, en el lugar donde se encuentra la
Iglesia Antigua, había una pequeña llanura y aquí se establecieron
sus primeros pobladores. más adelante, al lugar se le llamó"Brouvar Rowzkopolada de Dragos".
El pueblo Hutsul, que llegó desde los límites de Galitzia han sido los primeros habitantes 
del pueblo. La Iglesia Ucraniana de Madera, llamada "De la Transfiguración", data del año 1788.
Hoy en día, Poienile es la más importante y representativa localidad ucraniana en Maramures.

## Memorial a los Héroes
El Monumento a los héroes caídos (Monumentul eroilor cazuţi) fue alzado en 
1956 y está situado en un parque del centro del pueblo,en el que se puede leer, en ucraniano, una dedicatoria a los héroes locales que lucharon contra el ejército alemán en la II Guerra Mundial

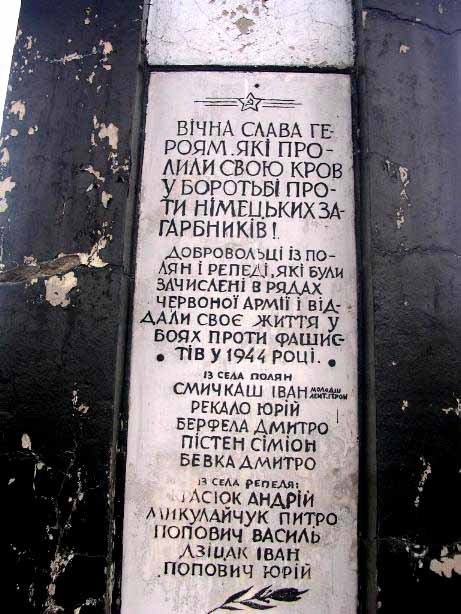
.

| Español | Rumano |
| --- | --- |
| ¡Gloria eterna a los héroes que derramaron su sangre en los combates contra los agresores alemanes! A los voluntarios de Poienile y Repedea, que quisieron alistarse en las filas del Ejército Rojo y dieron su vida como soldados contra los fascistas en el año 1944. | Slava eroilor care au vărsat sângele lor în luptele în faţa agresorilor germani ! Voluntarii din Poienile şi Repedea, carevroiau să se inscrie în rândurile Armatiei Roşii şi îşi dădeau viaţa precum soldaţi împotrivă fascistilor în anul 1944.- |

## Galería de imágenes

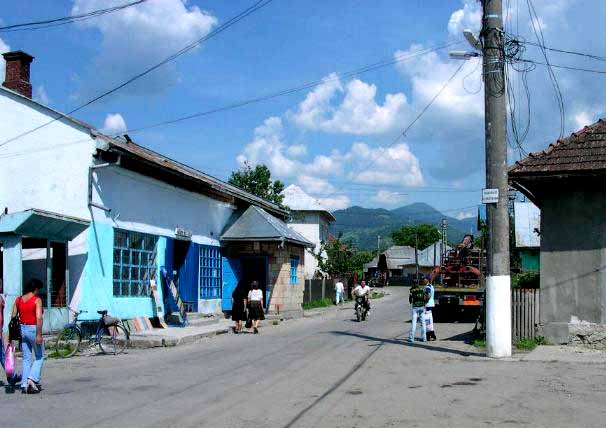
Centro urbano
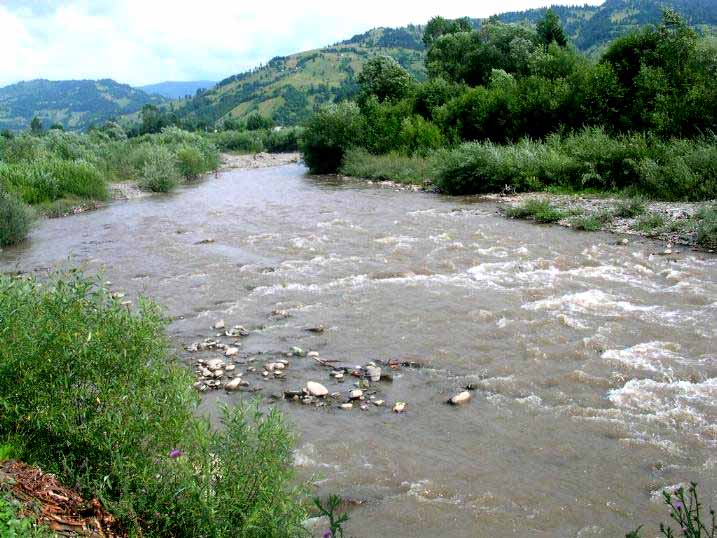
El río Rica a su paso por Poienile
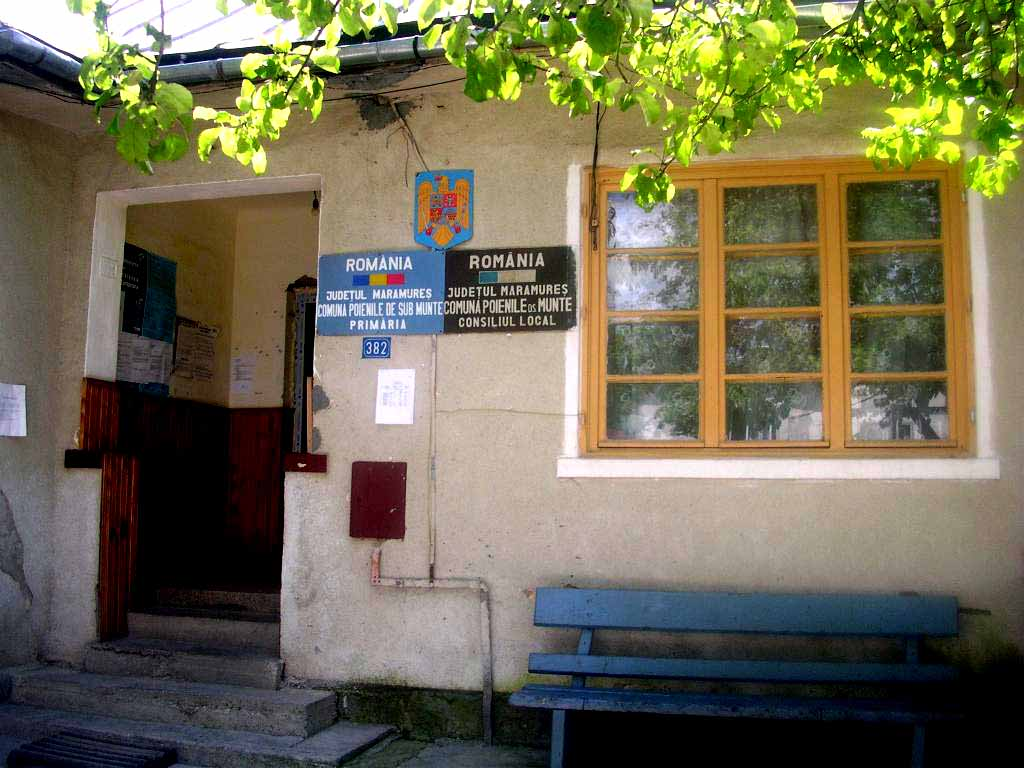
La Casa Consistorial
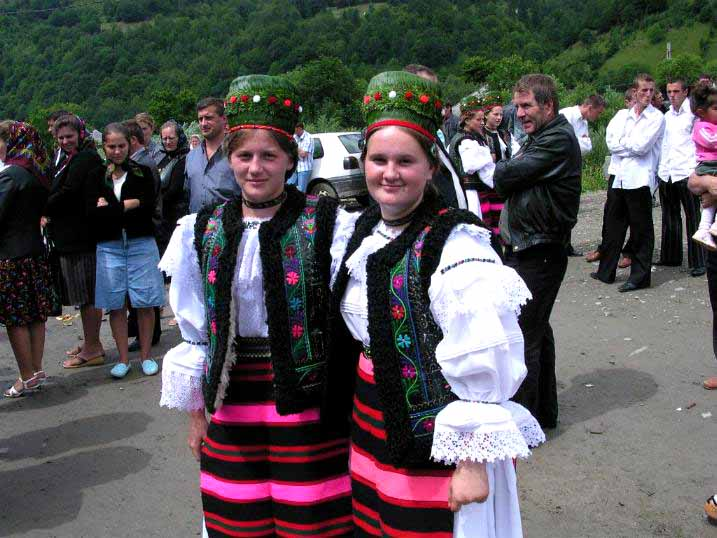
Trajes típicos de la región